# Peter Marcuse

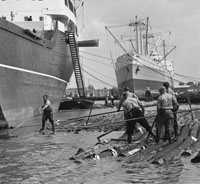
Foto van de Houthaven in Zaandam, gemaakt door Peter Marcuse (1962)

Peter Marcuse (Zaandam, 10 oktober 1933 - Amsterdam, 23 april 2017) was een Nederlands fotograaf en auteur, die bekend is geworden door zijn historische fotografische documentatie en artikelen over de Zaanstreek.

## Biografie
Peter Marcuse woonde en werkte in Amsterdam en volgde van 1952 tot 1957 de fotografie en typografie opleiding aan de Rietveld Academie in Amsterdam en kleurenfotografie bij Studio Colorama in Lausanne in Zwitserland. Na zijn opleiding werkte hij lang als autonoom fotograaf en werkte in opdracht ook voor artdirectors en ontwerpers. Marcuse ontwierp als grafisch vormgever veel huisstijlen en catalogi. Na een periode van fotograferen voor grote Zaanse bedrijven zoals Albert Heijn, Artillerie-Inrichtingen, Bruynzeel, Honig, Nederlandsche Linoleumfabriek Krommenie en Simon de Wit, werd het accent verlegd naar culinaire fotografie voor Avenue, De Gruyter, Hak, Ouwehand, Unox en Zwan.
Peter overleed op 23 april 2017 na een lang ziektebed thuis in Amsterdam.

## Andere activiteiten
Vanaf de jaren 70 heeft hij thematische fotografie ontwikkeld voor Randstad Uitzendbureau gedurende een periode van 25 jaar via Total Design. Ook heeft Marcuse ruim twintig jaar visualisaties bedacht en uitgevoerd voor het CLB (Centraal Laboratorium voor Bloedtransfusie), tegenwoordig Sanquin, dit in samenwerking met de directeur Diagnostiek dr. Cees Aay en ontwerper-vormgever Reynoud Homan. Hij heeft ook nog aan veel jaarverslagen van het Franse Elf Petroland en Total Oil en Gas meegewerkt.
In zijn Friese periode heeft hij voor verschillende zuivelbedrijven gefotografeerd. Uit die tijd stamt ook zijn werk als grafisch ontwerper. Marcuse ontwierp logo’s en huisstijlen voor Gemeente Leeuwarden, bouwbedrijven, architecten en onderwijsinstellingen. Ook de huisstijl van de in de jaren 90 opgerichte Noordelijke Hogeschool Leeuwarden werd door hem uitgevoerd.
daarna hield Marcuse zich vooral bezig met het publiceren van artikelen en uitgaven in eigen beheer over het Industrieel Erfgoed en de Tweede Wereldoorlog.

## Zaanstreek
Marcuse is bekend geworden als publicist en fotograaf op het gebied van industrieel erfgoed, in het bijzonder over bedrijven in de Zaanstreek. Hij is sterk beïnvloed door de grafisch vormgever en fotograaf Piet Zwart. Marcuse was in het nabije verleden de enige in de Zaanstreek die voor drie grote bedrijven veel vastgelegd heeft. Zijn Zaanse foto's kwamen tot stand aan het einde van de wederopbouw aan het begin van de hoogconjunctuur van de jaren zestig. Zijn foto van de houtwerker op een vlot in de haven is daar een voorbeeld van. Hij werkte dag en nacht om zo een levendig gedetailleerd historisch beeld van de nadagen van de wederopbouw vast te kunnen leggen. Hij schreef dat hij waarnam dat in de nadagen van de wederopbouw er vanuit de industrie een grote innoverende kracht uitging en dat was m.i. het “archeologische belang” van mijn werk: Door het in opdracht fotograferen van bedrijfsprocessen ontdekte ik en leerde de mens achter het werk kennen en respecteren. Waardoor goodwill ontstond en ik mijn visie op de werkende mens kon ontwikkelen.

## Docentschap
Marcuse was van 1974 tot 1989 tevens docent en directeur aan de Academie voor Beeldend Kunstonderwĳs Vredeman de Vries te Leeuwarden en was jarenlang redacteur van het Zaans Industrieel Erfgoed blad Met Stoom.

## Exposities vanaf 1990
1991
- Bekroning best verzorgde boeken, CPNB Stedelijk Museum Amsterdam.
- Waddenzee, Aeolus Sexbierum Friesland

1992
- Kalenders, Grafische Industrie, Volendam

1993
- Portretten, Klompen Museum Scherjon, Noard Burgum, Friesland

1994
- Open Ateliers WG, Amsterdam

1996
- Portretten, Randstad Uitzendbureau, Amsterdam-Diemen

1998
- Open Ateliers WG, Amsterdam

1999
- 100 jaar Bruynzeel, Molenmuseum, Zaandijk

2002
- Internationale Fotobiennale Amsterdam, Haarlem en Amstelveen
- Fotografenavond, ABC Treehouse Gallery, Amsterdam
- Sterker na Kanker, Radboud Ziekenhuis, Nijmegen
- Power of Life, VU Ziekenhuis, Amsterdam

2003
- Titanic “Over Leven”, Mariniers Museum, Rotterdam
- Barcelona toen en nu, Galerie Kessel, Laren

2004
- Barcelona in Amsterdam, Voormalige Diamantbeurs, Amsterdam
- Barcelona in Oldenburg, Global Urban Sound, Oldenburg Duitsland
- Amsterdam in Oldenburg, Horst-Janssen-Museum, Oldenburg Duitsland
- Barcelona in Leeuwarden, Galerie Van Den Berg, Manifestatie Noorderlicht, Leeuwarden
- Fotografenavond “Water” , ABC Treehouse Gallery, Amsterdam
- Open Ateliers Nieuwmarkt, Tandwielenfabriek, Amsterdam

2005
- Grote Paul, Kunsthandel Jacobs, Amsterdam.
- Barcelona 1962-2003, Instituto Cervantes, Utrecht.
- Open Ateliers Nieuwmarkt, Objects Trouvés, Amsterdam.

2006
- De Klomp Belicht, Klompenmuseum, Eelde.
- Vancances à Avallon, On Line.
- Grote Paul Event, Gemeentehuis, Naarden.
- De Haven van Amsterdam, Muziekgebouw IJ Oever, Amsterdam.
- Mensenwerk In Amsterdam, Voormalige Diamantbeurs, Amsterdam.
- Het Parool_Haven van Amsterdam, Scheepvaart Museum, Amsterdam.
- Follow Up, Nico Koster - Galerie Moderne, Amsterdam

## Artikelen inMet Stoom
- Verhaal bij een foto (Honig) 18
- Verhaal bij een foto (Artillerie inrichting Hembrug)19
- Een verdwenen beeld in de Zaanse haven 20
- Een verhaal bij een foto: de sleepboten van Goedkoop 27
- Verhaal bij een foto: zonder stoom geen zeep (Zeepziederij Hilko) 28
- Verhaal bij een foto: halte Hembrug 31
- Piet Zwart, een veelzijdig avant-gardistisch vormgever 32
- Operatie hechthout … (Bruynzeel) 32
- Krommenie Bodenbelag aus Holland 34 (Forbo)
- Creatief met linoleum, vroeger en nu 34
- Wegtransport tijdens en vlak na de oorlog 35
- Levensloop van een Zaanse orgelbouwer 40 (Flentrop)

Andere publicaties
- Fotografen aan het werk. Voor Randstad
- Fotokalender Euregio. Voor D.S.M.
- Klassieke motorcoasters in de Griekse Wateren. Voor de Blauwe Wimpel
- Tussen Kunst en Ambacht. In Zaankanters en het Water, pag. 129 t/m 145, 2007.
- Industriefotograaf tegen wil en dank. In: Erfgoed van Industrie en Techniek, pag. 92 t/m 101, 2008.